# August Friedrich Horstmann

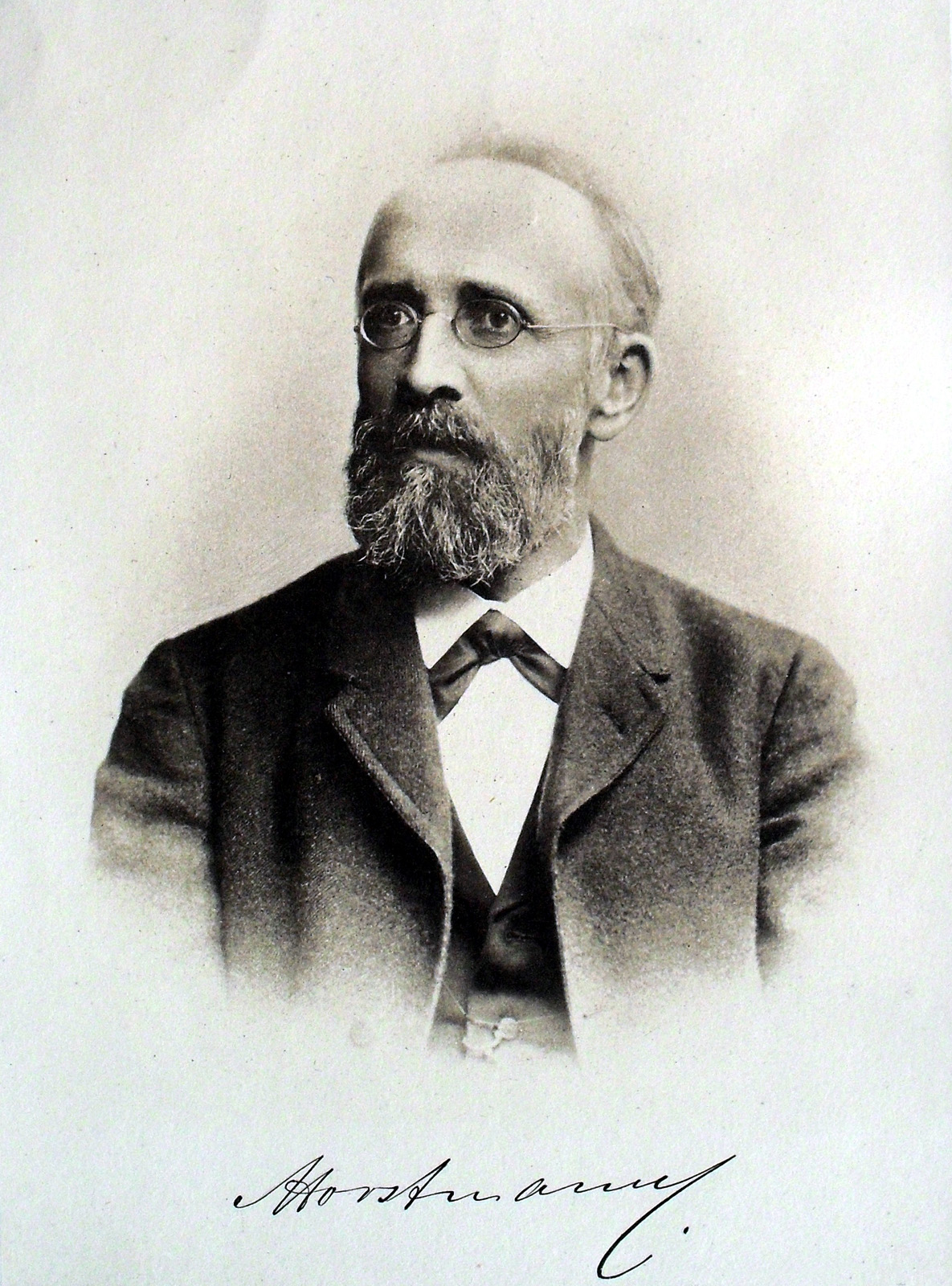
August Friedrich Horstmann (1899)

August Friedrich Horstmann (* 20. November 1842 in Mannheim; † 8. Oktober 1929 in Heidelberg) war ein deutscher Chemiker.

## Leben
Seine Eltern waren der Kolonialwaren-Großhändler Georg Friedrich Horstmann (1805–1876) und Charlotte Friederike, geb. Köhler. Er besuchte das Lyceum und die Höhere Bürgerschule, die er nach der siebten Klasse wegen seiner Kurzsichtigkeit abbrach. Er machte dann eine Kaufmannslehre im väterlichen Betrieb. Als sich nach drei Jahren seine Augen auch hierbei als Hindernis erwiesen kam er auf den Gedanken Naturwissenschaften zu studieren.
Ab 1862 studierte er, wegen fehlendem Maturitätsexamen als Hörer, Chemie in Heidelberg bei Emil Erlenmeyer und wurde 1865 promoviert, nachdem er erklärte, dass er nicht in den Staatsdienst wolle. Er setzte sein Studium in Zürich bei Johannes Wislicenus und Rudolf Clausius, der den Zweiten Hauptsatz der Thermodynamik entdeckte, fort. Ab 1866 studierte er in Bonn bei Hans Heinrich Landolt. 1867 wurde er über die Beziehung zwischen Molekulargewicht und specifischem Gewicht elastisch-flüssiger Körper habilitiert und wurde als Privatdozent für theoretische Chemie an der philosophischen Fakultät zugelassen. 1870 erhielt er den Titel eines Außerordentlichen Professors. Wegen zunehmender Augenschwäche konnte er jedoch keinen Schülerkreis gewinnen. 1882 gab er ein eigenes Laboratorium auf. Seit 1909 war er außerordentliches Mitglied der Heidelberger Akademie der Wissenschaften.
1873 heiratete er Clothilde Henriette Gernandt (1844–1921), mit der er fünf Kinder hatte. 1902 erblindete er.
Er untersuchte Dampfdichten und Dissoziationserscheinungen sowie Molvolumina in Abhängigkeit von der Konstitution. Da er den zweiten Hauptsatz der Thermodynamik auf die chemische Gleichgewichtslehre anwandte, gilt er damit als einer der Begründer der Chemischen Thermodynamik. Er lieferte eine erste Beschreibung der Autokatalyse.

## Schriften

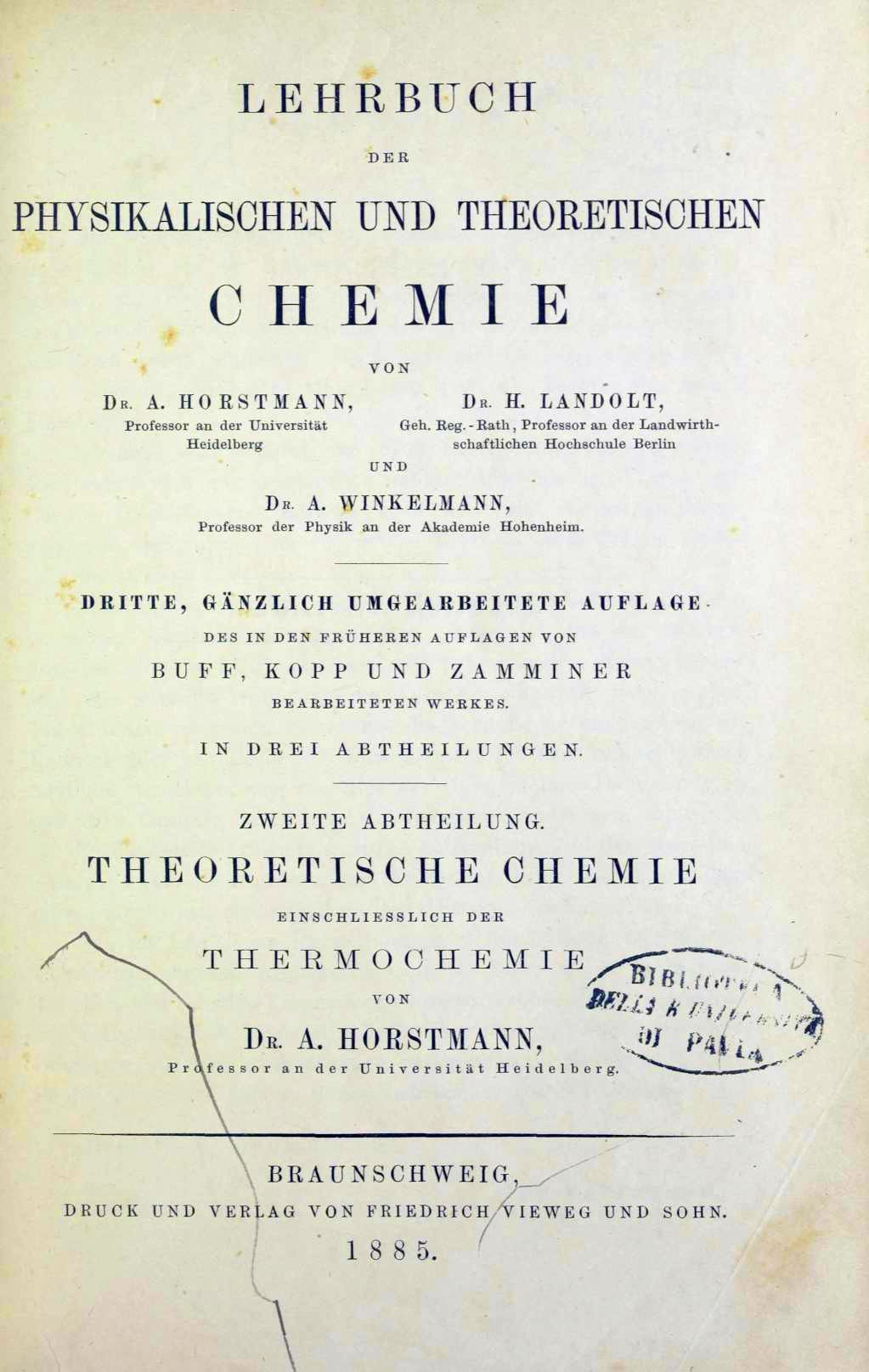
Theoretische Chemie, 1885

- Theoretische Chemie einschliesslich der Thermochemie. Vieweg und Sohn, Braunschweig 1885 (beic.it).
- Abhandlungen zur Thermodynamik chemischer Vorgänge. Hrsg.: J. H. van’t Hoff. Ostwalds Klassiker Nr. 137, Leipzig 1903; archive.org.